# Liste der Kulturdenkmäler in Irmtraut
In der Liste der Kulturdenkmäler in Irmtraut sind alle Kulturdenkmäler der rheinland-pfälzischen Ortsgemeinde Irmtraut aufgeführt. Grundlage ist die Denkmalliste des Landes Rheinland-Pfalz (Stand: 21. Dezember 2021).

## Einzeldenkmäler
| Bezeichnung                     | Lage                                    | Baujahr         | Beschreibung                                                                             | Bild                           |
| ------------------------------- | --------------------------------------- | --------------- | ---------------------------------------------------------------------------------------- | ------------------------------ |
| Katholische Kirche Mariä Geburt | Kirchstraße 2 Lage                      |                 | kleiner Saalbau, im Kern wohl mittelalterlich                                            | weitere Bilder Fotos hochladen |
| Wohnhaus                        | Kreuzstraße 6 Lage                      | 18. Jahrhundert | verputztes und verkleidetes Fachwerkhaus, teilweise massiv, wohl aus dem 18. Jahrhundert | Fotos hochladen                |
| Quereinhaus                     | Kreuzstraße 14 Lage                     |                 | Quereinhaus mit schmalem, durch einen Niederlass erweitertem Wohnteil                    | Fotos hochladen                |
| Quereinhaus                     | Mainzer Landstraße 18 Lage              | 18. Jahrhundert | Fachwerk-Quereinhaus, teilweise massiv, wohl aus dem 18. Jahrhundert                     | Fotos hochladen                |
| Friedhofskreuz                  | Westring, auf dem Friedhof Lage         | 1821            | Friedhofskreuz, bezeichnet 1821                                                          | Fotos hochladen                |
| Heiligenhäuschen                | nordwestlich des Ortes an der K 51 Lage | 1903            | Heiligenhäuschen; Backstein- und Sichtfachwerk, 1903, aufwendige Dekorationsmalerei      | weitere Bilder Fotos hochladen |
| Heiligenhäuschen                | nordwestlich des Ortes an der K 51 Lage | 1859            | Heiligenhäuschen; bezeichnet 18[59]                                                      | weitere Bilder Fotos hochladen |